# حكومة جمال عبد الناصر السادسة
حكومة جمال عبد الناصر السادسة هي ثالث وآخر حكومة في الجمهورية العربية المتحدة، كُلف كمال الدين حسين بالمجلس التنفيذي للإقليم المصري وعبد الحميد السراج بالمجلس التنفيذي للإقليم السوري، ويخضع المجلسان للوزارة المركزية برئاسة جمال عبد الناصر.

## استقالات وندب
- في 10 تشرين الأول 1961 صدر القرار رقم 1529 القاضي بقبول استقالة السيد نور الدين كحالة نائب رئيس الجمهورية للإنتاج والوزراء عبد الوهاب حومد وفاخر الكيالي وأحمد الحاج يونس وشوكت القنواتي ونهاد القاسم وطعمة العودة الله وأمجد الطرابلسي وأحمد جنيدي وأكرم ديري وجادو عز الدين وجمال صوفي وثابت العريس ويوسف مزاحم وفريد زين الدين[2]
- في 10 تشرين الأول 1961 صدر القراران رقم 1530 ورقم 1531 الناصّان على ندب السيد زكريا محيي الدين نائب رئيس الجمهورية للمؤسسات الانتاجية لتولي أعمال وزارة العدل، وندب السيد كمال الدين محمود رفعت وزير العمل ووزير الدولة لتولي أعمال وزارة الشؤون الاجتماعية[3]

## التشكيل الحكومي
| المنصب                           | الصورة | الاسم                | الحزب                    | في المنصب                                 |
| -------------------------------- | ------ | -------------------- | ------------------------ | ----------------------------------------- |
| رئيس مجلس الوزراء                |        | جمال عبد الناصر      | الاتحاد الاشتراكي العربي | 6 آذار 1958 – 18 تشرين الأول 1961         |
| وزير الحربية                     |        | عبد الحكيم عامر      |                          | 6 آذار 1958 – 18 تشرين الأول 1961         |
| وزير الخارجية                    |        | محمود فوزي           |                          | 6 آذار 1958 – 18 تشرين الأول 1961         |
| وزير الداخلية                    |        | عباس رضوان           |                          | 16 آب 1961 - 18 تشرين الأول 1961          |
| وزير الاقتصاد والخزينة           |        | عبد المنعم القيسوني  |                          | 16 آب 1961 ـ 18 تشرين الأول 1961          |
| وزير الاقتصاد والخزينة           |        | حسن عباس زكي         |                          | 16 آب 1961 ـ 18 تشرين الأول 1961          |
| وزير الاقتصاد والخزينة           |        | أكرم ديري            |                          | 16 آب 1961 ـ 10 تشرين الأول 1961          |
| وزير الصحة                       |        | نور الدين طراف       |                          | 20 أيلول 1960 - 18 تشرين الأول 1961       |
| وزير الصحة                       |        | شوكت القنواتي        |                          | 6 آذار 1958 - 10 تشرين الأول 1961         |
| وزير الإدارة المحلية             |        | عبد المحسن أبو النور |                          | 16 آب 1961 ـ 18 تشرين الأول 1961          |
| وزير الإدارة المحلية             |        | جادو عز الدين        |                          | 16 آب 1961 ـ 10 تشرين الأول 1961          |
| وزير الأوقاف                     |        | أحمد عبد الله طعيمة  |                          | 24 تشرين الأول 1959 ـ 18 تشرين الأول 1961 |
| وزير الأوقاف                     |        | يوسف مزاحم           |                          | 16 آب 1961 ـ 10 تشرين الأول 1961          |
| وزير التموين                     |        | كمال رمزي إستينو     |                          | 6 آذار 1958 - 18 تشرين الأول 1961         |
| وزير التموين                     |        | جمال صوفي            |                          | 16 آب 1961 ـ 10 تشرين الأول 1961          |
| وزير العمل                       |        | كمال الدين رفعت      |                          | 16 آب 1961 ـ 18 تشرين الأول 1961          |
| وزير العدل                       |        | نهاد القاسم          |                          | 16 آب 1961 ـ 10 تشرين الأول 1961          |
| وزير العدل                       |        | زكريا محي الدين      |                          | 10 تشرين الأول 1961 - 18 تشرين الأول 1961 |
| وزير الأشغال                     |        | أحمد عبده الشرباصي   |                          | 7 تشرين الأول 1958 ـ 18 تشرين الأول 1961  |
| وزير الصناعة                     |        | عزيز صدقي            |                          | 7 تشرين الأول 1958 - 18 تشرين الأول 1961  |
| وزير المواصلات                   |        | مصطفى خليل كامل      |                          | 16 آب 1961 - 18 تشرين الأول 1961          |
| الزراعة والإصلاح الزراعي         |        | سيد مرعي             |                          | 7 تشرين الأول 1958 - 18 تشرين الأول 1961  |
| وزير الإصلاح الزراعي             |        | أحمد جنيدي           |                          | 16 آب 1961 ـ 10 تشرين الأول 1961          |
| وزير شؤون رئاسة الجمهورية        |        | علي صبري             |                          | 6 آذار 1958 - 18 تشرين الأول 1961         |
| وزير الإسكان والمرافق            |        | طعمة العودة الله     |                          | 16 آب 1961 - 10 تشرين الأول 1961          |
| وزير الثقافة والإرشاد القومي     |        | ثروت عكاشة           |                          | 16 آب 1961 ـ 18 تشرين الأول 1961          |
| وزير السد العالي                 |        | موسى عرفة            |                          | 16 آب 1961 ـ 29 أيلول 1962                |
| وزير الشؤون الاجتماعية           |        | ثابت العريس          |                          | 16 آب 1961 ـ 10 تشرين الأول 1961          |
| وزير الشؤون الاجتماعية           |        | كمال الدين رفعت      |                          | 10 تشرين الأول 1961 - 18 تشرين الأول 1961 |
| وزير التعليم العالي              |        | أمجد الطرابلسي       |                          | 16 آب 1961 ـ 10 تشرين الأول 1961          |
| وزير التربية والتعليم            |        | محمد يوسف            |                          | 16 آب 1961 ـ 18 تشرين الأول 1961          |
| وزير البحث العلمي                |        | صلاح الدين هدايت     |                          | 16 آب 1961 ـ 18 تشرين الأول 1961          |
| وزير دولة للزراعة وإصلاح الأراضي |        | أحمد الحاج يونس      |                          | 16 آب 1961 - 10 تشرين الأول 1961          |
| وزير دولة للإصلاح الزراعي        |        | أحمد محمد المحروقي   |                          | 16 آب 1961 ـ 18 تشرين الأول 1961          |
| وزيردولة للتخطيط                 |        | أحمد علي فرج         |                          | 16 آب 1961 ـ 18 تشرين الأول 1961          |
| وزيردولة للتخطيط                 |        | عبد الوهاب حومد      |                          | 16 آب 1961 ـ 10 تشرين الأول 1961          |
| وزير دولة                        |        | أحمد حسني            |                          | 16 آب 1961 ـ 18 تشرين الأول 1961          |
| وزير دولة                        |        | فاخر الكيلاني        |                          | 16 آب 1961 ـ 10 تشرين الأول 1961          |
| وزير دولة                        |        | محمد عبد القادر حاتم |                          | 20 أيلول 1960 ـ 29 أيول 1962              |
| وزير دولة                        |        | فريد زين الدين       |                          | 16 آب 1961 ـ 10 تشرين الأول 1961          |
| وزير دولة                        |        | كمال الدين رفعت      |                          | 7 تشرين الأول 1958 ـ 18 تشرين الأول 1961  |

## روابط خارجية
- مجلس الوزراء السوري
- مجلس الوزراء المصري
- الحكومات السورية على موقع رئاسة مجلس الوزراء
- الحكومات السورية على موقع مجلس الشعب السوري
- وزارات الدولة على بوابة الحكومة الإلكترونية السورية
- الوزارات والهيئات الحكومية على موقع مجلس الشعب السوري
- دليل ومواقع الوزارات - بوابة الحكومة المصرية